# Вождь Біле перо
«Вождь Біле перо» — художній фільм-вестерн, знятий в 1983 році на кіностудії ДЕФА режисером Конрадом Петцольдом.

## Сюжет
У кінці 70-х років XIX століття, після закінчення війн з індіанцями сіу, армія США почала зганяти в резервації індіанські племена, які жили на захід від Скелястих гір. Серед них було плем'я мирних рибалок та мисливців не-персе («проколоті носи»).
Загін кавалерії під командуванням полковника Говарда забирає у індіанців їх коней — єдиний шанс племені перебратись в Канаду та уникнути переселення в резервацію.
Старійшини племені готові змиритись з неминучою долею, тим більше, що закон предків забороняє їм піднімати зброю проти будь-кого. Але молодий вождь Біле перо наважується вступити із загарбниками у відчайдушну боротьбу, не користуючись вогнепальною зброєю, а покладаючись тільки на свою сміливість, готовність до ризику та на індіанський ніж.
Він дозволяє себе арештувати, і солдати змушують його супроводжувати табун як провідника, проте вони надійно охороняють табун.
Шанси Білого пера зростають, коли він дізнається від розвідників племені каюсів, що форт Лапвай, куди прямує загін Говарда, був зруйнований.
Каюси переслідують американських солдатів, і врешті-решт наздоганяють їх біля руїн форту. Під час їх атаки Біле перо відбиває табун і повертається з ним до свого племені.
Фільм базується на реальних подіях.

## В ролях
- Гойко Митич — Біле Перо
- Юрген Генріх — солдат Томас Хікс
- Хартмут Бір — солдат Чарльз Ренделл
- Мілан Белі — майор Джордж Бенніген
- Клаус Манхен — сержант Андерсон
- Уве Єлінек — солдат Хантер
- Хартмут Беєр — солдат Чарльз Рендел
- Манфред Цетче — полковник Говард

## Цікаві факти
Фільм знімався в Монголії. Ролі індіанців виконували монгольські актори.
«Вождь Біле перо» — один з останніх фільмів індіанської тематики, в якому знімався Гойко Мітіч.